# Curatela
A curatela é um instituto jurídico pelo qual o curador tem o encargo imposto pelo juiz de cuidar dos interesses de outrem que se encontra incapaz de fazê-lo. A nomeação do curador é feita pelo juiz, que estabelece, conforme previsão legal, as atribuições desse curador.

## Terminologia
O termo provém do termo latino curare, que se traduz por "cuidar, zelar".

## Sujeição

### No Brasil
Art. 1.767. Estão sujeitos a curatela:
I - aqueles que, por causa transitória ou permanente, não puderem exprimir sua vontade;
II - (Revogado); (Redação dada pela Lei nº 13.146, de 2015)
III - os ébrios habituais e os viciados em tóxico;
IV - (Revogado); (Redação dada pela Lei nº 13.146, de 2015)
V - os pródigos.
Art. 1.772.  O juiz determinará, segundo as potencialidades da pessoa, os limites da curatela, circunscritos às restrições constantes do art. 1.782, e indicará curador.      
OBS: O Código Civil brasileiro suprimiu, desde 2002, expressões pejorativas como "loucos de todo gênero".